# ورم حبيبي تال للتنبيب
الورم الحبيبي التالِ للتنبيب هو نمو حميد للأنسجة المحببة في الحنجرة أو القصبة الهوائية، التي تنشأ عن صدمة الأنسجة بسبب التنبيب الرغامي. إن هذه الحالة الطبية توصف بأنها مضاعفات متأخرة شائعة من التنبيب للقصبة الهوائية، والتي تسببها على وجه التحديد تهيج النسيج المخاطي في مجرى الهواء أثناء إدخال أو إزالة أنْبوبُ التَّنْفس الخاص بالمريض.
التنبيب الرغامي هو إجراء طبي شائع يتم إجراؤه لمساعدة المريض على الاستنشاق وحماية مجرى الهواء. ومع ذلك، فإن التنبيب الرغامي المطول، واستخدام معدات التنبيب غير المناسبة، أو التلاعب غير المناسب في مجرى الهواء من قبل الفريق الطبي قد يؤدي مباشرة إلى صدمة ميكانيكية، مما يؤدي إلى تكوين ورم حبيبي حنجري تحت المزمار في الحنجرة. يتم تشخيص الأورام الحبيبية من خلال تحديد تكاثر الأنسجة في الأحبال الصوتية عن طريق تنظير الحنجرة.
يميل العلاج الأولي للأورام الحبيبية إلى الاستئصال الجراحي للورم الحبيبي. ومع ذلك، غالبًا ما تؤدي طرق العلاج المنفردة وحدها إلى تكرار حدوث حالات عالية من المرض، ومن ثم يقترح طرق العلاج المركبة. تتضمن الطرق الثانوية العلاج الإشعاعي بجرعات منخفضة وعلاجات عقاقير الكورتيكوستيرويد. بالنسبة للحالات الشديدة من الأورام الحبيبية المقاومة للحرارة، حيث تثبت جميع طرق العلاج المذكورة أعلاه أنها غير فعالة، بالتالي يتم إعطاء حقن ذيفان السجقية وعلاجات كبريتات الزنك عن طريق الفم.
ترتبط عوامل الخطر المهمة الأخرى أيضًا بتكوين الورم الحبيبي، مثل عمر المريض وجنسه وتاريخ التنبيب والحالات الطبية الموجودة مسبقًا، والتي تهيئ بشكل غير مباشر بعض المرضى للإصابات المرتبطة بالتنبيب.

## الأعراض والعلامات

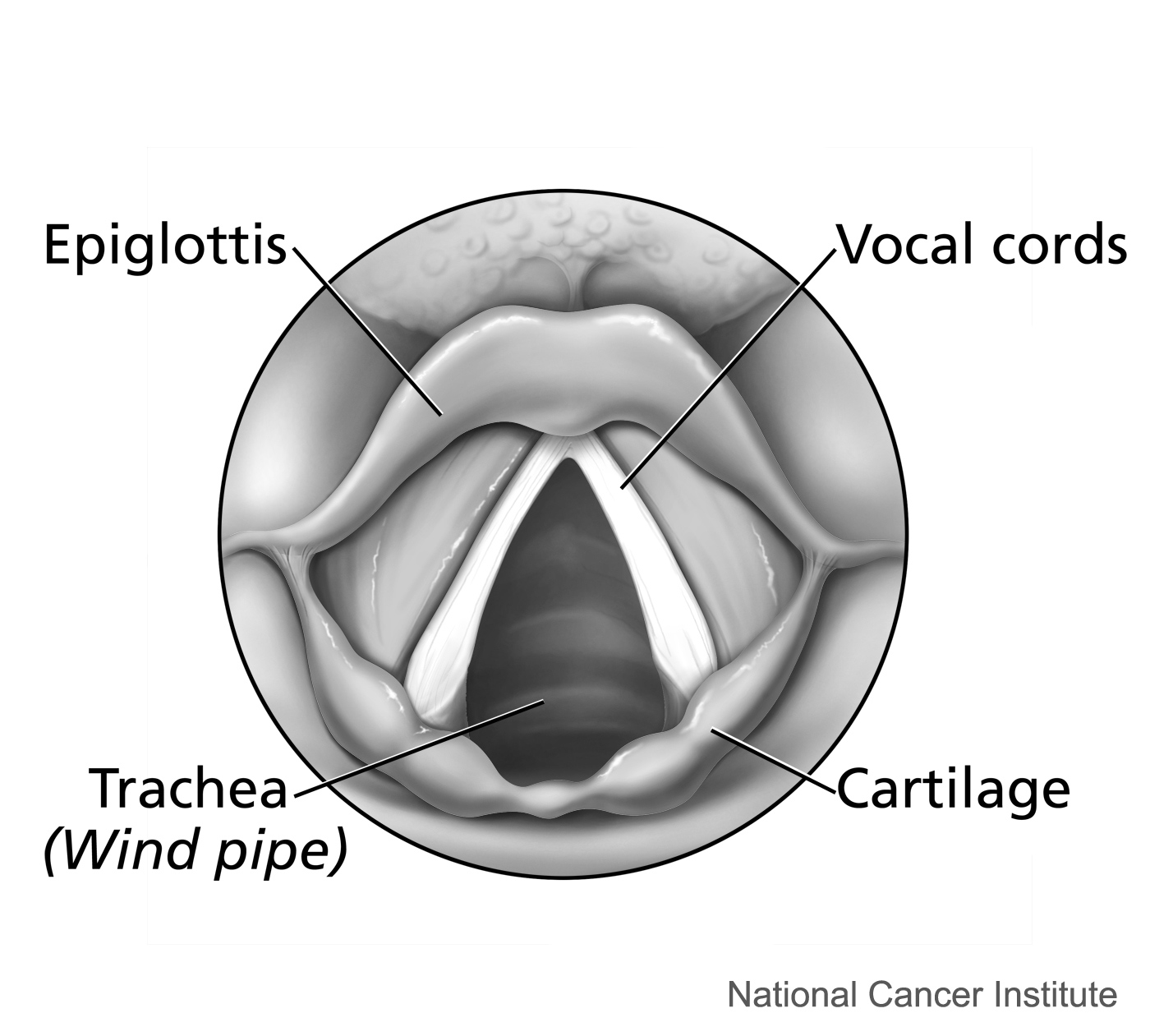
الحنجرة الطبيعية هي ممر سلس دون نمو غير طبيعي أو نتوءات. يوجد معظم الورم الحبيبي على الجزء الثالث الخلفي من الحنجرة.

يعد التهاب الحلق، وبحة الصوت، والتعب الصوتي بعد إجراءات التنبيب من الأعراض الشائعة للورم الحبيبي، وقد يبلغ المرضى عن عدم ارتياح خفيف مرتبط بالإحساس بجسم غريب خشن يستقر في مؤخرة الحلق. غالبًا ما تثير هذه الأعراض علامات سريرية يمكن ملاحظتها مثل السعال المتكرر، وتطهير الحلق، وبحة الصوت مصحوبة بخلل في النطق، وانخفاض جودة الصوت ونطاق صوت مقيد. تسبب الأورام الحبيبية الشديدة في التنبيب التهاب البلعوم وألم عند محاولة إصدار الصوت أو السعال أو تطهير الحلق. في بعض الحالات، قد يعاني المريض من ضيق في التنفس، أو بطئ في التنفس بسبب انسداد مجرى الهواء بسبب الورم الحبيبي.
ومع ذلك، نظرًا لأن الأورام الحبيبية وسلائل الحبل الصوتي الأخرى قد تستغرق أسابيع أو شهورًا لتظهر، فإن الأورام الحبيبية للتنبيب قد تظهر سريريًا في بعض الأحيان فقط عندما تستمر الأعراض المذكورة أعلاه، أو تظهر مرة أخرى بعد فترة أطول من الوقت بعد نزع أنبوب التنفس. يمكن أيضًا التغاضي عن الأعراض الأولية لأنها تتزامن مع الآثار الجانبية المعتادة للتنبيب. تتفق تقارير الحالة الخاصة بالمرضى الذين تم تشخيصهم وعلاجهم من الأورام الحبيبية مع هذه الملاحظة، حيث يتم التشخيص غالبًا بعد أسابيع أو أشهر من إخراج أنبوب المريض.

## الأسباب
الصدمة الرغامية وصدمة الحنجرة يقُدْن إلى ورم حبيبي ناتج عن الصدمات أثناء عمليات التنبيب، والتي تنتج مباشرة عن الظروف الفنية مثل مواصفات معدات أنبوب التنفس، وطريقة الإدخال.

### مدة التنبيب

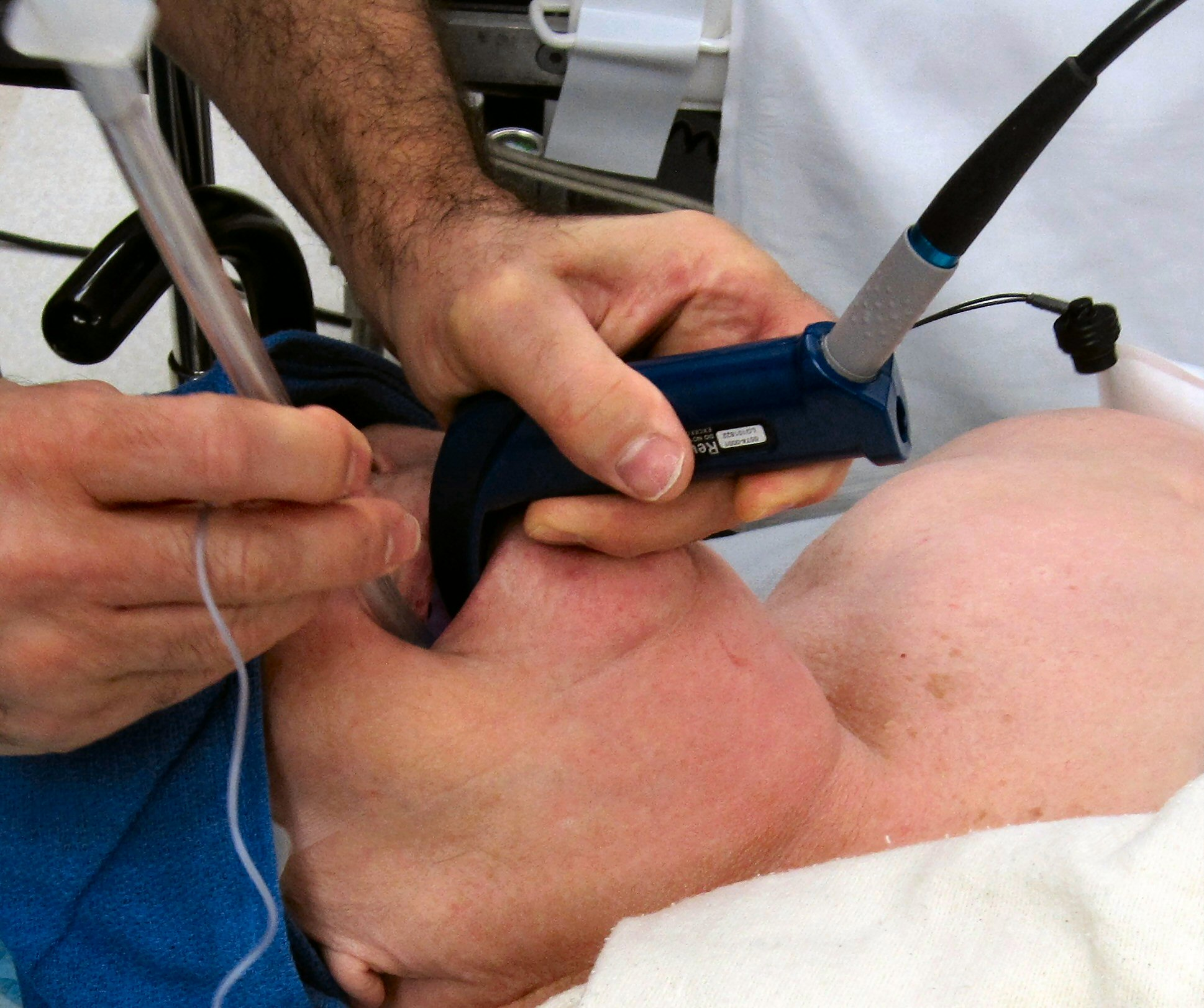
أثناء الورم الحبيبي، يتم إدخال أنبوب التنفس من فم المريض في القصبة الهوائية، مما يؤدي إلى تجاوز الحنجرة. يجب على الأطباء إدارة مجرى الهواء بعناية لتجنب التسبب في إصابة.

إحصائيًا، سيواجه المرضى الذين توضع أنبوبة تنفس لهم لأكثر من 48 ساعة شكلاً من أشكال إصابة الحنجرة التي تُعزى إلى أنبوبة التنفس، وسيؤول ما يقرب من نصف الإصابات إلى تكوين نسيج حبيبي في الطية الصوتية. على الرغم من عدم وجود إجماع على المدة القصوى المسموح بها للتنبيب الرغامي الآمن، فإن خطر تكوين الورم الحبيبي الحنجري المرتبط بالصدمات يزداد بشكل ملحوظ مع الفترات الطويلة من التنبيب الرغامي. ومع ذلك، هناك أيضًا دراسات لم تجد ارتباطات ذات دلالة إحصائية بين مدة التنبيب المطولة مع درجة إصابة الحنجرة، كما تم الإبلاغ عن حالات الورم الحبيبي في المرضى الذين وضع أنبوبة تنفس لهم لبضع ساعات فقط.

### قطر أنبوب التنبيب
تُعرَّف أحجام أنابيب التنفس المناسبة بأنها تلك التي تكون صغيرة بما يكفي لتقليل مخاطر الصدمات المخاطية بينما تكون كبيرة بما يكفي للحفاظ على التهوية الكافية. هذا مهم بشكل خاص في مجال طب الأطفال، حيث قد يختلف نمو القصبة الهوائية لدى الطفل حسب العمر. يتم إجراء الحسابات المستندة إلى العمر لأنابيب التنبيب ذات الحجم المناسب وفقًا لصيغة خين، والتي تستند إلى الأقطار الداخلية. لسوء الحظ، لا تأخذ هذه الصيغ في الحسبان الاختلافات في القطر الخارجي وأبعاد الكفة، مما قد يؤدي إلى اختلاف أحجام الأنبوب. بدلاً من ذلك، تتوفر أيضًا حسابات على أساس الارتفاع. وفقًا لإرشادات بالس (2010)، ثبت أن استخدام أشرطة الإنعاش الطويلة أكثر دقة من التقديرات القائمة على العمر لأنابيب التنفس الرغامي الداخلي.

### ضغط الكفة
تقلل إضافة كفة الأنبوب الرغامي الداخلي من احتمالية اختيار أنابيب التنفس كبيرة الحجم للمريض، بينما تمنع أيضاً حدوث ارتشاح متناهي الصغر وتسرب الغازات التنفسية أثناء التنبيب. ومع ذلك، فإن التضخم المفرط للكفة يضع ضغطًا مفرطًا على جدار القصبة الهوائية، مما يتسبب في حدوث صدمة أو نقص تروية للأنسجة المجاورة وبالتالي يزيد من خطر تكوين الورم الحبيبي. يمكن مراقبة ضغط الكفة أثناء التنبيب الرغامي الداخلي عبر أجهزة قياس الضغط لمنع التضخم المفرط الناجم عن أكسيد النيتروز. تقترح الإرشادات العامة أنه يجب الحفاظ على ضغط الكفة بين 20 إلى 30 سم لتقليل مخاطر الصدمات المرتبطة بالتنبيب.

## التشخيص
تظهر الأورام الحبيبية بشكل أكثر شيوعًا على شكل آفة كروية حمراء أو شاحبة تحت المزمار في الحنجرة ويمكن تعريفها على أنها نسيج ليفي وعائي ملتهب. في حين أنه من الممكن أن تتشكل الأورام الحبيبية في كل من الحنجرة أو القصبة الهوائية، إلا أنها تتواجد بشكل مميز في الجانب الثالث الخلفي من الحنجرة، وتنبع من الطية الصوتية الخلفية فوق غضروف العملية الصوتية مباشرة. يتم تأكيد تشخيص الأورام الحبيبية بواسطة تنظير الحنجرة بالفيديو وتخطيط كهربائية العضل عن طريق تحديد الأنسجة المتكاثرة التي تنشأ في العملية الصوتية. علاوة على ذلك، يمكن تحديد شدة الورم الحبيبي باستخدام صور فحص تنظير الحنجرة وتصنيفها وفقًا لنظام تصنيف فارويل.

## الفيزيولوجيا المرضية
عندما يكون المريض في وضعية الاستلقاء، يميل أنبوب التهوية إلى الاستقرار على الجزء الخلفي من الحنجرة، فوق ثلاثة مواقع محتملة رئيسية للضرر: غضروف هرمي، مزمار الحنجرة الخلفي، وغضروف حلقي. الضغط المفرط أو الاحتكاك من الاتصال بين الأنبوب وطبقة الخلية المخاطية في الحنجرة، والتي قد تحدث في حالة الراحة أو عن طريق حركة ارتجاج عضلي غير متوقعة تحت التخَدير (مثل السعال أو البلع)، يمكن أن تؤدي إلى إصابة مخاطية. تحت ضغط تروية دموية مرتفع، فإن الخلايا المخاطية للحنجرة تعاني من نقص التروية، مما يؤدي إلى تهيج الأنسجة، الالتهاب الحاد، الاحتقان والوذمة. قد يحدث نخر إقفاري، مما يؤدي إلى تآكل وتشكيل القرحة في الأغشية المخاطية قبل التقدم إلى منطقة حول الغضاريف ومنطقة الغضاريف. إن الحالات الأخرى التي توجد فيها الأورام الحبيبية في مناطق ليست على الحنجرة الخلفية، يمكن أن تُعزى هذه الإصابة في الأنسجة أيضاً إلى تمزقات عرضية من طرف الأنبوب الرغامي أو مقدمته.
خلال فترة التنبيب المطول، الضغط المستمر على أنسجة الحنجرة يمنع الشفاء الكامل للجرح حتى تتم إزالة أنبوب التنبيب. على الرغم من أن تكوين الأنسجة الغضروفية هو جزء من عملية شفاء نموذجية للجرح، إلا أن الشفاء غير الكامل للطبقة المخاطية والتهاب الغضروف المستقيم يسبب تكوين نسيج غضروفي مزمن دائري وموضعي فوق موقع القرحة. ومع نضوج النسيج الحبيبي، تهاجر خلايا أخرى مثل خلية بلعمية كبيرة وخلية ليفية يافعة وخلية كيراتينية إلى النسيج الحبيبي للمساعدة في عملية الشفاء، مما يسبب تليف في النمو وإنتاج طبقة خلية ظهارية حامية. وفي نهاية المطاف، تتكون كتلة كروية متكوّنة من خلايا مناعية، وخلايا ليفية نافعة، وخلايا عضلية، وخلايا كيراتينية، وخلايا بطانية.
وفي بعض الحالات، أُبلغ عن تراجع الورم الحبيبي بعد إزالة أنبوب التنفس دون أي تدخل طبي. ومع ذلك، إذا لم تتم إزالة الورم الحبيبي واستمر في التكاثر، وهذا قد يشكل المزيد من المخاطر الصحية للمريض، مثل انسداد مجرى الهواء أو التضيق. في عمليات التنبيب في المستقبل، سوف تكون هناك حاجة إلى مزيد من الحذر لأداء الإجراء مع تجنب تعطيل الورم الحبيبي.
العلاج الرئيسي للورم الحبيبي الحنجري المرتبط بالتنبيب هو الاستئصال الجراحي للحنجرة المجهري، لكن العلاج الإشعاعي بجرعات منخفضة وعقاقير أخرى مثل الكورتيكوستيرويدات وذيفان السجقية وكبريتات الزنك تستخدم أيضًا في دعم علاج الأعراض ذات الصلة أو التحكم في تكرار الورم الحبيبي.

## الاستئصال الجراحي
العلاج الرئيسي للورم الحبيبي الحنجري المرتبط بالتنبيب هو الاستئصال الجراحي للحنجرة المجهري للورم الحبيبي تحت التخدير. يمكن إجراء جراحات الاستئصال عن طريق استئصال الجسم الصلب الخشن أو الاستئصال بالليزر - تسمح العمليات الجراحية بالليزر بإجراء استئصال أكثر دقة وبالتالي تقليل مخاطر إتلاف الأنسجة المحيطة. يمكن أن تترافق هذه الطريقة أيضًا مع التهوية النفاثة، والتي تقلل صدمة التنبيب وتقليل مخاطر الوذمة والأذية الضغطية عن طريق توفير التهوية فوق التضيق. يمكن استخدام قنيّة رقيقة وقسطرة إضافية بدلاً من أنابيب القصبة الهوائية التقليدية ذات القطر الصغير أثناء الجراحة، مما يتيح التصور الدقيق للتكوينات التشريحية في المجال الجراحي. يعد استخدام طرق عبر القصبة الهوائية تحت المزمار لإجراء جراحة الحنجرة المجهري أكثر فعالية من الطرق فوق المزمار لأنها توفر التهوية تحت الحبال الصوتية، مما يؤدي إلى الحد الأدنى من حركة الأحبال الصوتية.
ومع ذلك، عادةً ما تؤدي جراحات الاستئصال وحدها إلى ارتفاع معدل تكرار الورم الحبيبي. وبالتالي، عادة ما تكون الأساليب الجراحية مصحوبة بجرعات منخفضة من العلاج الإشعاعي والكورتيكوستيرويدات وعلاجات ذيفان السجقية.

## جرعة منخفضة من العلاج الإشعاعي
تم توثيق العلاج الإشعاعي بجرعة منخفضة تتراوح بين 800 إلى 3000 cGy (جراي) للحصول على وقاية عالية وناجحة من الأورام الحبيبية الحنجرية. الفترة المثلى للعلاج الإشعاعي هي مباشرة بعد الاستئصال الجراحي، ويفضل أن يكون ذلك قبل الإصابة التي تحفز تكاثر الانسجة.

## الكورتيكوستيرويد
يمكن تناول علاجات عقاقير الكورتيكوستيرويد عن طريق الفم والاستنشاق. الستيرويدات المستنشقة لها أكبر فعالية في تقليل الالتهاب الموضعي للورم الحبيبي. يمكن للستيرويد المستنشق الأكثر شيوعًا، بوديزونيد، حل الأورام الحبيبية في غضون 12 شهرًا من العلاج.
ومع ذلك، نظرًا للآثار الجانبية للتدخلات الستيرويدية، يجب وصف المضادات الحيوية جنبًا إلى جنب لتقليل الألم والالتهاب في منطقة الورم الحبيبي المستهدف.

## ذيفان السجقية وكبريتات الزنك
يتم تطبيق علاجات وذيفان السجقية (البوتوكس) وكبريتات الزنك بشكل أساسي في حالات الأورام الحبيبية المقاومة للحرارة، والتي تكون محصنة ضد طرق العلاج المذكورة سابقًأ.
ترتبط حقن البوتوكس داخل الحنجرة بشكل خاص وغير تنافسي بأغشية الخلايا العصبية الكولينية قبل المشبكية عند الوصلات العصبية العضلية التي تحفز الانقسام المعتمد على الزنك للبروتينات المتورطة في كثرة الخلايا العصبية. يؤدي انهيار بروتينات داء الخلايا العصبية إلى منع إفرازات الأسيتيل كولين التي تمنع فرط التوتر وتقوية العضلات المناهضة واستعادة توازن القوى. نظرًا لأن تكوينات الورم الحبيبي الحنجري تتفاقم بسبب الانقباض القوي المتكرر للمزمار، فإن الآثار المشتركة للسموم تحث شلل جزئي للعضلة الدرقية الطهرجهالية ويقلل من قوة الشد الصوتي التي تمنع قوة الانقباض بين العمليات الصوتية، بالتالي تسهل وضوح الأورام الحبيبية.
علاجات كبريتات الزنك عن طريق الفم مفيدة بسبب قدرتها على الحفاظ على السلامة التشريحية والوظيفية للحبال الصوتية. وبالمثل، يمكن لهذا الشكل من العلاج تحقيق تخفيف سريع من الأعراض المرتبطة بالورم الحبيبي مع تجنب الجراحة الباضِعة وآثار المخدرات السامة.

## علم الأوبئة
عًثِرَ على بداية الورم الحبيبي ليكون أكثر انتشاراً في بعض التراكيب السكانية بسبب الخصائص التشريحية المرتبطة بها. قد تؤدي الاختلافات الفسيولوجية بسبب العمر أو الجنس أو السمات الموروثة إلى زيادة خطر إصابة هؤلاء المرضى بالتنبيب، وبالتالي حدوث الأورام الحبيبية.

### العمر
مرضى الأطفال وكبار السن أكثر عرضة للإصابة بإصابات الحنجرة. بالمقارنة مع البالغين، يمتلك الأطفال حديثي الولادة والأطفال الصغار حنجرة أمامية أعلى ولسان المزمار أكبر وأكثر صلابة بالإضافة إلى الغشاء المخاطي الحنجري الرغامي الأكثر هشاشة، مما يجعلهم أكثر عرضة للتلف الناتج عن التنبيب الرغامي المطول. بالإضافة إلى ذلك، تزداد هشاشة الحنجرة المخاطية مع تقدم العمر، مما يجعل المريض أكثر عرضة لإصابات القصبة الهوائية والحنجرة التي يسببها أنبوب التنفس.

### الجنس
عثر على أن الإناث أكثر عرضة لخطر الإصابة بالأورام الحبيبية حيث أن المزمار لديهن أضيق وانخفاض نسبة المزمار والغشاء المخاطي الطرجهالي أرق. تم الإبلاغ عن 75% إلى 90% من الأورام الحبيبية الموجودة في الأحبال الصوتية في المرضى الإناث. علاوة على ذلك، أظهرت الإناث أعظم التهاب بلعوم بعد التنبيب بدرجة أكبر، مما أدى إلى زيادة حدوث الأورام الحبيبية للتنبيب.

### الخصائص التشريحية
إن التشوهات الخلقية و / أو المكتسبة في الحنجرة - شبكات الحنجرة، لِفَافَات، التكيسات والأورام - هي عوامل مهيئة لخطر الإصابة بورم حبيبي. بالإضافة إلى ذلك، يمكن أن تؤدي حالات الشذوذ في الوجه وعنق الرحم، والرقبة القصيرة، والذقن المتراجعة، والسمنة إلى زيادة صعوبة تنظير الحنجرة الناجح، مما يعرض المريض لعملية التنبيب الرضحي حيث يصبح مجرى الهواء أكثر صعوبة للتنقل أثناء عملية التنبيب.